# Yarriabini-Nationalpark
Der Yarriabini-Nationalpark ist ein Nationalpark im Nordosten des australischen Bundesstaates New South Wales.

## Lage
Der Yarriabini-Nationalpark liegt im Hinterland der Küste, etwa 379 Kilometer nordöstlich von Sydney, 38 Kilometer nördlich von Kempsey und 57 Kilometer südlich von Coffs Harbour entfernt. Im Norden befindet sich der Bongil-Bongil-Nationalpark, im Süden der Hat-Head-Nationalpark.

## Beschreibung
Die steilen Hügel tragen dichten Eukalyptus-Primärwald, insbesondere der Species Flooded Gum und Hoon Pine, sowie subtropischer Regenwald, der Lebensraum für etliche vom Aussterben bedrohte Tier- und Pflanzenarten bietet. Höchste Erhebung ist der Mount Yarrahapinni mit 498 Meter Höhe, der den örtlichen Aborigines der Stämme Gumbaynggirr und Dunghutti als heiliger Berg gilt.
Die Straßen im Park sind nicht befestigt.